# Uranotaenia oteizai
Uranotaenia oteizai is een muggensoort uit de familie van de steekmuggen (Culicidae). De wetenschappelijke naam van de soort is voor het eerst geldig gepubliceerd in 1956 door Perez Vigueras.